# Åstorpspartiet
Åstorpspartiet (ÅP eller ÅSP) var ett lokalt politiskt parti i Åstorps kommun.

## Historik
Partiet bildades som en utbrytning ur Ny demokrati och leddes av Conny Prisell som även satt på partiets enda mandat i Åstorps kommunfullmäktige. Prisell hade innan bildandet av Ny demokrati representerat Löntagarepartiet i Åstorps kommunfullmäktige. Partiet hette inledningsvis Åstorpspartiet Ny demokrati, men namnet kortades till enbart Åstorpspartiet inför valet 1998.
I valet 2006 hade Åstorpspartiet och Kommunens framtid en valsamverkan som lyckades vinna ett mandat. Det enda mandatet tillföll Prisell som fortsatte representera Åstorpspartiet i kommunfullmäktige. Inför valet 2010 gick Prisell över till Piratpartiet (men fick snart lämna). Åstorpspartiet ställde inte upp i valet 2010.

## Valresultat
| År   | Röster | %   | Mandat  |
| ---- | ------ | --- | ------- |
| 1998 | –      | 2,9 | 1 av 41 |
| 2002 | 195    | 2,8 | 1 av 31 |